# Vance Astrovik
Vance Astrovik, también conocido como Justicia y anteriormente como Marvel Boy, es un personaje ficticio de Marvel Comics. Es un mutante con telequinesis que apareció por primera vez en Giant-Size Defenders #5 (julio de 1975), creado por Don Heck y Gerry Conway. Es miembro fundador de los Nuevos Guerreros y también ha formado parte de Los Vengadores

## Historial de publicaciones
Más de una década después de su creación, Vance apareció primero como pilar en los Nuevos Guerreros y luego en el tercer volumen de los títulos de los Vengadores. Usualmente aparecía con Estrella de Fuego, quien era su novia y luego prometida.
En 1994, tuvo su propia serie limitada de cuatro números, Justice: Four Balance y apareció en el one (Marvel) Marvel: Masked Intentions en 2006.
Fue un personaje importante en Avengers: The Initiative, al principio de la serie.
Justice apareció como un personaje secundario en Avengers Academy desde el número 1 (agosto de 2010) hasta el número 20 (diciembre de 2011).

## Biografía ficticia
Vance Astrovik nació en Saugerties, Nueva York. Fue visitado como un adolescente por un suplente, la versión de viaje en el tiempo de su propio futuro, el mayor Vance Astro de los Guardianes de la Galaxia, un astronauta que se habían ofrecido para un vuelo espacial experimental y por lo tanto ha perdido en el espacio en suspensión criogénica por mil años. El viejo Vance Astro convenció a su yo más joven de no convertirse en astronauta, y en el proceso, provocó la aparición prematura de los poderes telequinéticos del joven Vance. Debido a los caprichos del viaje en el tiempo en el Universo Marvel, esto no creó una paradoja, pero en cambio convirtió el mundo futuro de los Guardianes en una línea de tiempo paralela, a la que luego regresaron. Aunque el Mayor Vance Astro no había tenido la oportunidad de desarrollar completamente su poder psiónico en su tiempo en la NASA, el Astrovik más joven ahora tenía la oportunidad de perfeccionar su poder. Astrovik pronto se convirtió en el disfrazado luchador contra el crimen Marvel Boy.

### Primeras aventuras
Después de que sus poderes se desarrollaron, el padre de Vance, Arnold, comenzó a abusar físicamente de él por ser "diferente". Huyendo de casa, Vance terminó apoyándose como luchador profesional en la Federación Ilimitada de Lucha de Clases, un circuito para competidores sobrehumanos. Mientras luchaba como "Manglin 'John Mahoney", se hizo amigo de Ben Grimm, también conocido como The Thing, quien en ese momento estaba separado de su "familia", los Cuatro Fantásticos. Finalmente, Vance fue convencido de regresar a casa, con la garantía de sus padres de que el abuso se detendría.

### Nuevos Guerreros
Cuando Marvel Boy fue rechazado como miembro de los Vengadores por el Capitán América, ayudó a fundar un equipo de superhéroes adolescentes, los Nuevos Guerreros, liderados por el nuevo héroe Night Thrasher. Tuvo muchos momentos intensos durante este período temprano, como una pelea contra la Reina Blanca, sus Hellions y el villano inmortal Gideon. Al mismo tiempo, Vance desarrolló amistades con los otros Guerreros, y una relación romántica con su compañera de equipo Estrella de Fuego, y sus poderes aumentaron tanto en fuerza como en habilidad. Sin embargo, sus actividades disfrazadas renovaron el prejuicio de Arnold Astrovik hacia los poderes de Vance; Tanto Vance como su madre sufrieron el comportamiento abusivo de Arnold, y Vance se protegió instintivamente con sus poderes solo empeoró las cosas, con trágicas consecuencias.

### Juicio por asesinato
Una noche, Arnold Astrovik no solo atacó a un Vance desfavorecido (herido en una pelea con Terrax y más herido por Gideon), sino que golpeó a su esposa cuando ella trató de intervenir. En una explosión de sus superpoderes y emociones acumuladas, Vance arremetió contra su padre abusivo y lo mató sin querer. Vance se entregó y fue a juicio, acusado de asesinato en primer grado y homicidio negligente, y defendido por el abogado Foggy Nelson. Thing fue testigo del personaje de Vance y ayudó a establecer la historia de abuso que sufrió, al igual que Norma, la madre de Vance; otro testimonio estableció el bien que había hecho como héroe disfrazado y su creciente competencia con sus poderes. Sin embargo, el fiscal persiguió este último ángulo, utilizando el testimonio de Firestar y el interrogatorio de Norma Astrovik para establecer que Vance podría haber usado sus poderes para detener a su padre sin fuerza letal. Finalmente, en su argumento final, el fiscal apuntó con un arma a Vance y disparó una ronda en blanco (desconocida para Vance). Instintivamente, Vance no solo la desarmó, sino que reaccionó con tanta precisión que contuvo el humo real de la pistola, conduciendo a casa el caso de la fiscalía; Vance fue absuelto de asesinato, pero fue condenado por homicidio negligente. Como resultado del juicio, la identidad secreta de Vance se convirtió en conocimiento público.
Vance fue sentenciado a cumplir su condena en la instalación de restricción sobrehumana conocida como la Bóveda. Se lo mostró disfrutando de alguna caminata gratis en el largo viaje por carretera a la Bóveda, bromeando y jugando con los oficiales. Cuando sus amigos Estrella de Fuego, Namorita y Nova aparecieron para liberarlo, Vance protestó, declarando que deseaba cumplir su condena. También dijo que iba a salir en libertad condicional en catorce meses, por lo que lo verían de nuevo pronto. Estrella de Fuego, a pesar de que trató de resistirlo, estaba muy preocupada por eso, pero se dio cuenta de lo que Vance quería hacer y decidió continuar. Durante su estancia en la Bóveda, se le concedieron "períodos de entrenamiento" con los Guardias de servicio, decidido a perfeccionar sus habilidades para evitar otro incidente como la muerte de su padre. Cuando estalló un motín por la percepción de las malas condiciones de vida, Vance ayudó a calmar el motín al convencer al alcaide de que permitiera al villano Terraforma, una vez parte de la Fuerza de la Naturaleza, acceder a una planta. A pesar de los temores del alcaide, Terraforma lo usaría en un intento de fuga, el villano simplemente disfruta de estar con él. Esto sirve para calmar la ira de los otros prisioneros y se acuerda que, caso por caso, se examinarían sus condiciones de vida para satisfacer las necesidades únicas de los prisioneros sobrehumanos.

### Justicia
Después de su tiempo en la Bóveda, adoptó el nombre en clave de Justicia. Brevemente se ocultó trabajando con Shinobi Shaw para espiar las actividades en el llamado "Younghunt".
Cuando la Esfinge, un enemigo anterior de los Guerreros, dispersó a los miembros del equipo a lo largo de la historia, Vance se encontró con su padre cuando era adolescente. Descubrió que Arnold, su padre, era un homosexual que fue intimidado para que aceptara un estilo de vida heterosexual por su propio padre abusivo. Al comprender que su padre era tan víctima como él, Vance intentó cambiar la historia amenazando a su abuelo, pero se detuvo cuando se dio cuenta de que, a su manera, perpetuaba el ciclo de violencia transmitido de padre a hijo. Aunque la historia se mantuvo sin cambios, este nuevo conocimiento le permitió a Vance hacer las paces con el recuerdo de su padre.
Justicia pasó algún tiempo en un papel de liderazgo con los Nuevos Guerreros y habló sobre el matrimonio con Estrella de Fuego. Esto golpeó un obstáculo cuando supo que sus poderes de microondas podrían volverla infértil.

### Los Vengadores
Un incidente místico había causado que todos aquellos que alguna vez fueron Vengadores fueran atacados por criaturas y monstruos. Vance y Angélica acompañaron a su amigo Rage, que había sido un Vengador, a una reunión en la Mansión de los Vengadores. Ayudaron voluntariamente de varias maneras antes de que Morgan Le Fay atacara, alterando la realidad. Vance y Angélica fueron atrapadas en la vorágine mística literal y se convirtieron en ejecutores superpoderosos bajo el mando de Le Fay. Sin embargo, varios Vengadores lograron liberarse del control, en base a su profunda creencia en el equipo mismo. Vance se encontró recuperando el sentido a pesar de nunca ser un Vengador, un hecho que sorprendió a los héroes restantes; así, se unió a la resistencia.
Después de que la amenaza de LeFay terminó y los dos demostraron su valía al derrotar a Torbellino por su cuenta, lograron convertirse en Vengadores. Aunque estaba encantado de estar viviendo su sueño de ser un Vengador, Vance cometió algunos pequeños errores de novato al principio, derivados de un caso de adoración a los héroes. Sin embargo, se demostró a sí mismo cuando se le ocurrió una forma de derrotar los planes actuales de la forma actual (o formas) del villano Ultron, a pesar de una pierna rota. Vance y Angélica pasaron un tiempo encubiertas investigando el Entendimiento Triuno, un movimiento de culto con intenciones aparentemente buenas pero un liderazgo villano
Después de que House of M terminó, Justicia y Estrella de Fuego no se vieron afectados por el despojo global de los mutantes y, por lo tanto, conservaron sus poderes. El deseo de Vance de tener más en su relación, en oposición al deseo de Estrella de Fuego por menos (tener 22 y 19 años respectivamente) terminó su compromiso y su relación.

### Civil War
Justicia y su excompañero de equipo Rage se enteraron de que la gente estaba cazando a los exmiembros de Nuevos Guerreros debido a la percepción de la culpa de las muertes causadas por Nitro en Stamford, Connecticut, mientras luchaban contra una encarnación del equipo. Ambos buscaron los servicios legales de Jennifer Walters (She-Hulk) para proteger a los aliados de los Nuevos Guerreros, ya que sus identidades ya estaban expuestas públicamente. Con el tiempo descubrió que el exmiembro de Nuevos Guerreros, Carlton LaFroyge (Hindsight) era responsable de la persecución y la exposición de sus compañeros de equipo, el funcionamiento de un sitio web que fue lentamente excursión de la identidad de la veintena de guerreros restantes.
Tanto Rage como Justicia se negaron a aceptar la propuesta de ley de registro sobrehumano. Esto se evidencia aún más cuando se unen a los Vengadores Secretos del Capitán América durante Civil War como resultado de la muerte de Bill Foster.

### La Iniciativa
Después de Civil War, Iron Man reclutó a Justicia para dirigir el brazo de alcance juvenil del programa de entrenamiento de superhéroes  La Iniciativa, con sede en Camp Hammond. Claramente desconoce algunos de los aspectos más sombríos del programa, y está cada vez más irritado por los constantes comentarios denigrantes y despectivos del "Sargento de Perforación", Gauntlet, de la Iniciativa sobre los nuevos guerreros fallecidos. Durante la investigación de los ex miembros de Nuevos Guerreros debido a un ataque a Gauntlet, se reveló a los lectores que Justicia actualmente está viendo en secreto a Ultra Girl, una aprendiz de la Iniciativa y ex asociada de Nuevos Guerreros.
La investigación personal de Justicia sobre el destino del recluta de la Iniciativa MVP abrió sus ojos a las actividades moralmente ambiguas de la Iniciativa, instituidas por el director de Camp Hammond, Henry Peter Gyrich. Como resultado, Justice aparentemente abandonó la Iniciativa para continuar su investigación, y reclutó a Ultra Girl, Rage y otros ex Nuevos Guerreros Debrii y Slapstick para su causa. Después de que un clon de MVP se vuelve deshonesto y deja a la Iniciativa con grandes bajas, Justicia y estos ex Nuevos Guerreros, junto con las dos Arañas Escarlatas sobrevivientes, informan oficialmente a Iron Man de su intención de abandonar la Iniciativa y actuar como Contra Fuerza, una forma de supervisión independiente para el programa; Como el grupo son todos superhumanos registrados, Iron Man no puede actuar contra el equipo de Justicia a menos que cometan un acto ilegal. Sin embargo, Ultra Girl decide regresar a la Iniciativa, aparentemente terminando su relación con Justicia.

### Invasión Secreta
Durante la Invasión Skrull, Justice y Counter Force se encuentran con Night Thrasher (Donyell Taylor) en los viejos Nuevos Guerreros, buscando una muestra de ADN para probar si Night Thrasher que murió en Stamford fue un impostor Skrull. Counter Force inicialmente cree que Donyell es un Skrull, debido a su renuencia a revelar su identidad, y entra en conflicto con los Nuevos Guerreros de Donyell. Cuando Donyell finalmente revela su identidad, los dos equipos se unen para asaltar el helicarrier S.H.I.E.L.D. donde se encontraban los cuerpos de los Nuevos Guerreros fallecidos y recuperarlos. Se ha demostrado que el cadáver de Night Thrasher es de composición humana, y los dos equipos entierran los cuerpos fuera de la antigua base.

### Dark Reign
Cuando Ragnarok, un clon desquiciado de Thor, ataca el campamento Hammond, Counter Force (que ahora se hace llamar "Los Nuevos Guerreros" y se jacta de Night Thrasher como miembro) llega para ayudar Durante la pelea, Ragnarok mata a una de las Arañas Escarlatas, y casi mata a Vance, que es salvado por Ultra Girl. Después de la batalla, Vance recupera el cadáver del MVP original, buscando darle un entierro adecuado. Sin embargo, sus acciones al exponer la duplicidad al público, permitieron al director de H.A.M.M.E.R., Norman Osborn, cerrar Camp Hammond y reorganizar la Iniciativa, colocando villanos en los equipos de la Iniciativa. Los Nuevos Guerreros rescatan a Gauntlet y Tigra de la pandilla de Capucha y forman la Resistencia de los Vengadores.

### Asedio
Las cosas llegaron al punto de inflexión de la Resistencia, cuando Osborn organiza un asedio a Asgard creando un incidente similar a Stamford. Justice declara que si bien la mayor parte de la Iniciativa está ocupada con el Asedio, la Resistencia derribará Camp H.A.M.M.E.R. para exponer a Osborn de una vez por todas.

### Era Heroica
Vance se convierte en uno de los docentes de la "Academia de los Vengadores", junto a los antiguos compañeros de equipo de los Vengadores, Hank Pym, Tigra, Quicksilver y el excompañero de equipo de Nuevos Guerreros, Speedball. Uno de sus estudiantes, Veil, está enamorada de él en secreto hasta que descubre que él ha renovado su relación con Ultra Girl. Su relación con Ultra Girl se complica aún más durante la Noche de baile de la Academia de los Vengadores, cuando aparece Estrella de Fuego.

## Poderes y habilidades
Justicia es un mutante que posee telequinesis. Al usar sus poderes para levantarse, puede levitar y volar a gran velocidad. Ha demostrado la capacidad de retener a un gran número de personas. Inicialmente, la telequinesis de Justicia tenía un alcance limitado y su uso en el nivel máximo de su poder le causaría dolores de cabeza y hemorragias nasales. Sin embargo, sus poderes luego aumentaron dramáticamente y ya no se vio obstaculizado por los síntomas físicos que una vez había sufrido.

## Otras versiones
El personaje de Vance Astrovik en una línea de tiempo alternativa se convirtió en un miembro fundador de los Guardianes de la Galaxia, llamándose a sí mismo Vance Astro. Marvel ha tratado esto como un personaje separado de la alternativa Tierra-691, y los dos incluso se han encontrado en alguna ocasión.

## En otros medios

### Televisión
- En la serie animada Fantastic Four, Justicia hace un breve cameo al comienzo del episodio "Doomsday" volando junto a Darkhawk cuando Silver Surfer pasa por los dos.

### Videojuegos
- Justicia aparece como personaje no jugable en Marvel: Ultimate Alliance 2. Es controlado por nanites y junto a A-bomb ataca Wakanda. Menciona su pasado y relación con Estrella de fuego.[29]